# Amsterdamön, Indiska oceanen

TAAF:s flagga.

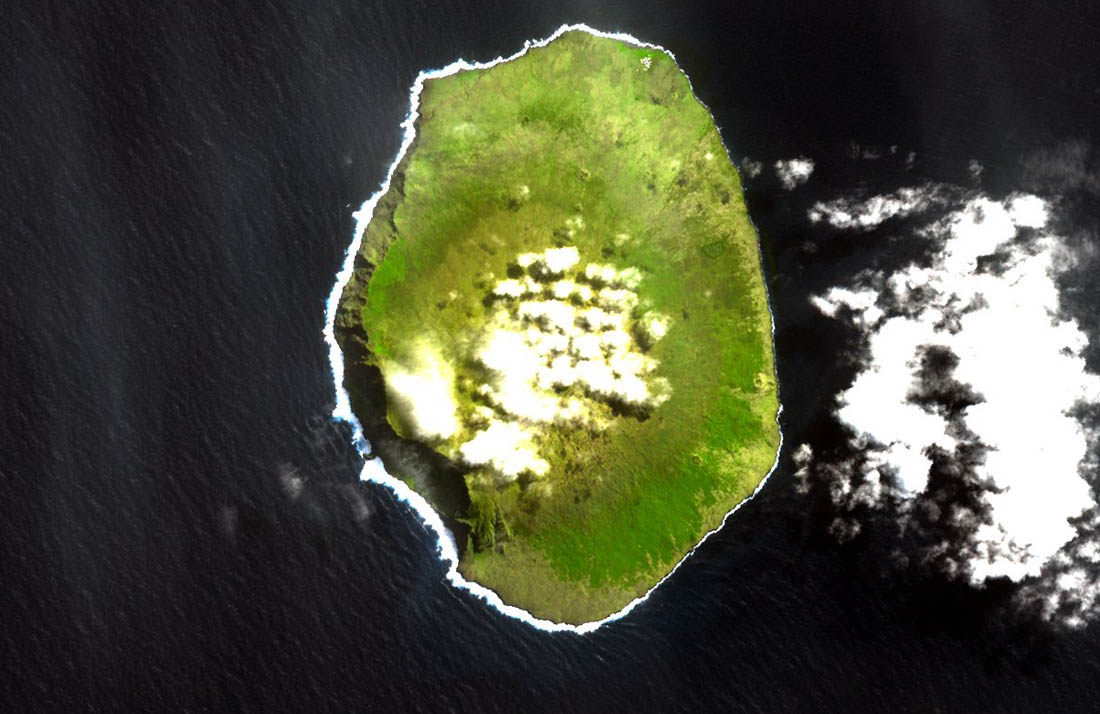
Satellitfoto över Amsterdamön.

Amsterdamön (franska Île Amsterdam) är ett så kallat franskt Territoire d'outre mer och har tillhört Frankrike sedan 28 mars 1792 samt förvaltas direkt från Frankrike genom prefekten för de Franska sydterritorierna (T.A.A.F.). Den utgör tillsammans med den närliggande ön Saint-Paul (85 kilometer söderut) ett av de fem distrikten av territoriet. Amsterdamön saknar en permanent befolkning. Forskningsstationen Martin-de-Viviès, som först kallades för Camp Heurtin och senare La Roche Godon, är den enda bosättningen på ön och är hem för omkring trettio icke-permanenta invånare som deltar i biologiska, meteorologiska och geomagnetiska studier.

## Geografi

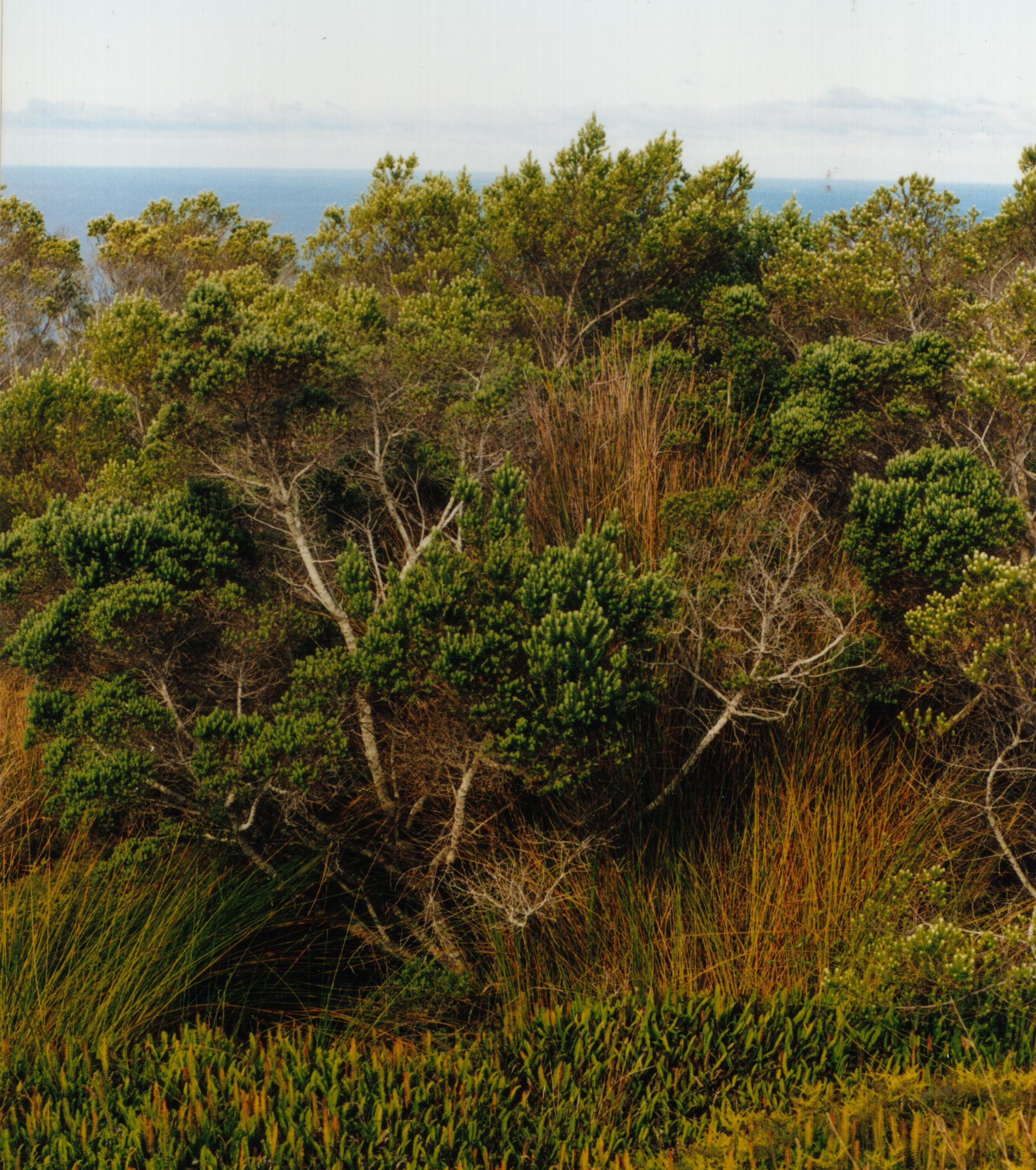
Trädarten Phylica arborea.

Ön är en vulkanö i södra Indiska oceanen och har en area på 58 km² och den högsta höjden Le Mont de la Dives ligger på 869 m.ö.h.. Ön täcks till största delen av ymnig vegetation, kusten mycket brant och ön är rik på fågelliv.
Ön är hem för den endemiska Amsterdamalbatrossen, som endast häckar på Plateau des Tourbières. Trädarten Phylica arborea finns på Amsterdamön, vilket är den enda platsen i världen där de formar en lågväxande skog. Trädet har smala blad, gula blommor med en lukt som liknar honung och det kan nå en höjd av 7 meter. Skogarnas undervegetation utgörs främst av ormbunkar som Elaphoglossum succisifolium, Gleichenia polypodioides och Rumohra adiantiformis.
Fyra fågelarter som var endemiska på ön dog ut efter människans ankomst.
Ursprungligen hade trädet en större utbredning på ön men beståndet skadades av nötkreatur som introducerades på ön 1871. Året 1988 registrerades cirka 2000 nötkreatur på ön. För att skydda trädets bestånd planterades under sena 1900-talet cirka 7 000 exemplar av trädet. Andra däggdjur som blev införda är råttor, husmus och tamkatt. Utöver Amsterdamalbatrossen häcker bland annat klipphopparpingviner och sotalbatrosser på ön. Under fortplantningstiden samlas ungefär 35 000 kergueliska pälssälar vid öns kustlinjer. Den sydliga sjöelefanten är en vanligt förekommande gäst.

## Historia
Ön upptäcktes 18 mars 1522 av kapten Juan Sebastián del Cano, Spanien men föll i glömska. Den återupptäcktes 1633 av kapten Anthonie van Diemen, som namngav ön Nieuw Amsterdam. Ön är uppkallad efter skeppet Nieuw Amsterdam som i sin tur är uppkallad efter den nederländska bosättningen Nya Amsterdam som senare blev New York i USA.

### Fotnoter
1. 1 2  ”South Indian Ocean--Amsterdam and Saint-Paul Islands”. Världsnaturfonden (WWF). 2020. https://www.worldwildlife.org/ecoregions/at0802. Läst 16 mars 2021.
2. ↑  Thierry Micol & Pierre Jouventin (1995). ”Restoration of Amsterdam Island”. Biological Conservation 73 (3):  sid. 199−206. https://www.sciencedirect.com/science/article/abs/pii/0006320794001094. Läst 16 mars 2021.
3. ↑  Riffenburgh, Beau (2007). ”Amsterdam Island”. Encyclopedia of the Antarctic. "1". Taylor & Francis. sid. 29-30
4. ↑  World Statesmen (läst 3 april 2011)